# Livio Schiozzi
Livio Schiozzi (Trieste, 1943 – Trieste, 2010) è stato un pittore, scultore e grafico italiano.

## Biografia
Il pittore e scultore triestino Livio Schiozzi nasce a Trieste nel 1943 dove muore nel 2010, lasciando un'eredità cospicua in opere pubbliche, nel paesaggio urbano e nelle decorazioni navali. Inizia la propria formazione frequentando l'Istituto Statale d'Arte di Trieste dove consegue il diploma di maestro d'arte. Agli inizi degli anni '60 conclude gli studi presso la facoltà di magistero. Nel periodo giovanile il suo interesse è rivolto all'architettura, che lo porta a lavorare presso gli studi di alcuni professionisti triestini, anche se segue ancora con passione l'insegnamento pittorico del maestro Dino Predonzani.
Il polo d'attrazione per l'arte di avanguardia degli anni '60 è rappresentato in città dalla galleria La Cavana e dal Centro Arte Viva animati da Miela Reina, Enzo Cogno e Carlo de Incontrera, esperienza che lascia un segno in Schiozzi ormai deciso a trasferirsi a Milano dove migra nel 1966. L'incontro con il designer tedesco Richard Sapper gli fa momentaneamente abbandonare l'idea di indagare l'ambito dell'architettura e lo spinge allo studio della forma dell'oggetto con gli strumenti offerti da pittura e scultura. Tornato a Trieste, nella scuola che l'aveva visto studente insegna tecniche pittoriche, murali e scenografiche della sezione di decorazione pittorica dal 1969 fino al 2000. 
Nel suo studio, parallela all'insegnamento Schiozzi estroflette la propria creatività geometrica sul piano e in opere tridimensionali. Dietro ogni esecuzione si nasconde un progetto dettagliato che non lascia niente al caso. 
Tele e cornici hanno la stessa importanza dell'opera finita e sono realizzate interamente dalle sue mani. Una gelosia, più che un amore, tiene lontane le creazione da possibili maneggi e interferenze altrui. 
Lo studio della linea come soggetto si protrae per anni e si sviluppa con indirizzi diversi. Il legno delle cornici composto, scomposto e sezionato diventa tutt'uno col colore e si trasforma in una serie di sculture pittoriche da appendere come quadri.
Anche lo studio del solido trova negli anni della maturità interpretazioni diverse. I sassi, parallelepipedi irregolari della natura, sono spesso motivo di ispirazione e riproduzione secondo i parametri della geometria. 
La ricerca dell'artista è indefessa e procede anche elegge a opera d'arte ciottoli levigati dal mare e sistemati nel soggiorno di casa. 
Le pietruzze di arenaria scelte tra le dune meno frequentate della laguna gradese diventano ciondoli a inserti metallici, incastonati con strumenti da ambulatorio dentistico. 
In collaborazione con studi di architettura trasporta la propria percezione dello spazio nella dimensione urbana, in paesaggi urbani e nell'arredamento e decoro navale. Alcuni luoghi di Trieste conservano quella linea rigorosa come l'albero maestro di piazza Libertà sovrastato da alabarda o nel monumento alla Foiba di Basovizza.
La sperimentazione di materiali e colore con una sapiente ricerca nella pulizia di linea e superficie in campo grafico, scultoreo e architettonico gli valgono nella maturità il tributo cittadino alla carriera con esposizioni personali nella Sala Comunale di Palazzo Costanzi e nelle sale del Museo Revoltella.
Ma la sua attività professionale è visibile soprattutto al di fuori dei luoghi destinati all'arte nelle opere monumentali di cui si vuol lasciare qui un elenco seppur incompleto: 
- decorazione della sala delle feste del Transatlantico Marconi (1963) eseguita in collaborazione con Dino Predonzani;
- mosaico e graffito della scuola elementare di Borgo S. Sergio a Trieste (1966);
- decorazione bar dei traghetti Sardegna e Sicilia (1967);
- pavimento a mosaico della sala passeggeri del Lloyd Triestino a Trieste (1968);
- decorazione della sala delle feste delle navi da crociera Fair-wind e Fair – sea (1970);
- decorazione dell'atrio dell'agenzia n° 4 della Cassa di Risparmio di Trieste (1976) e quella dell'atrio del palazzo Generali di piazza Tommaseo n° 2 a Trieste (1983);
- Stadio Nereo Rocco di Trieste decorazione per balaustra di un ingresso (1992);
- Palatrieste Bozzetto per rivestimento musivo pavimentale in marmo m² 27,50 sq. (1999);
- Stele in memoria dell'esodo piazza Libertà, Trieste (2005);
- opera per il monumento nazionale della Foiba di Basovizza, Trieste 2007;
- stele di 9 metri per il memoriale del Museo della civiltà istriana, fiumana e dalmata, Trieste (2008).[2]

## Esposizioni personali
- 1968 Sala Comunale d'Arte, Trieste
- 1970 Sala Comunale d'Arte, Trieste
- 1972 Galleria Plurima, Portogruaro
- 1973 Square Gallery, Milano - Galleria Plurima, Udine
- 1974 Galleria Viniciana, Milano
- 1975 Galleria Plurima, Udine
- 1976 Galleria Ravagnan, Venezia – Galleria Forum, Trieste
- 1978 Galleria Regionale d'Arte Contemporanea “Luigi Spazzapan” Gradisca d'Isonzo - Galleria Forum, Trieste
- 1979 Galleria Morone, Milano - Galleria Škuc Ljubljana
- 1980 Galleria Plurima, Udine
- 1981 Galleria Morone, Milano – Studio Tommaseo, Trieste
- 1984 Galleria Torbandena, Trieste
- 1986 Galleria Adelphi con lo scultore Iginio Legnaghi, Padova
- 1987 Galleria Adelphi, Padova
- 1988 Ombre, Palazzo Costanzi, Trieste
- 1990 Galleria Viniciana, Milano - Galleria Adelphi, Padova
- 1992 Sculture Galleria Adelphi Padova – Arte Fiera (Galleria Adelphi) Bologna
- 1994 La ragione, la memoria e il tempo, Studio Tommaseo, Trieste
- 1997 L'eco del frammento Galleria Regionale d'Arte Contemporanea “Luigi Spazzapan”, Gradisca d'Isonzo
- 2003 Luoghi, Visconti Fine Art Kolizej – Frammentaria (con Mario Palli) Mestna Galerija, Ljubljana
- 2004 Frammentaria (con Mario Palli) Mestna Galerija, Nova Gorica – Galleria d'arte Colussa, Udine
- 2007, Tabula absentiae, Civico Museo Revoltella, Trieste (9 marzo – 29 aprile 2007)

## Esposizioni Collettive
- 1964 Premio Aquileia
- 1965 Biennale dei Giovani Ibiza (segnalato) – Premio nazionale Pendini, Padova (premiato)
- 1967 Premio nazionale Bolzano - Premio nazionale San Benedetto del Tronto (premiato) – Mostra regionale di Palazzo Costanzi, Trieste (premiato)
- 1968 Premio nazionale di Grottammare (premiato)
- 1970 Premio Pasquini, Montecatini Terme
- 1971 Mostra selezione di sei giovani artisti del Friuli Venezia Giulia e del Veneto, Pordenone
- 1972 V Mostra di grafica, Muggia (TS) - Mostra regionale di Palazzo Costanzi, Trieste
- 1973 Mestna GaleijaIV Intart, Ljubljana
- 1975 X Quadriennale “la nuova generazione”, Roma – Arte Fiera 75 (Galleria Plurima), Bologna
- 1976 Arte Fiera (Galleria Forum), Bologna – Rassegna Premiati Intart, Klagenfurt, Ljubljana
- 1978 Pittura italiana d'oggi, Saronno